# Armando Trovaioli

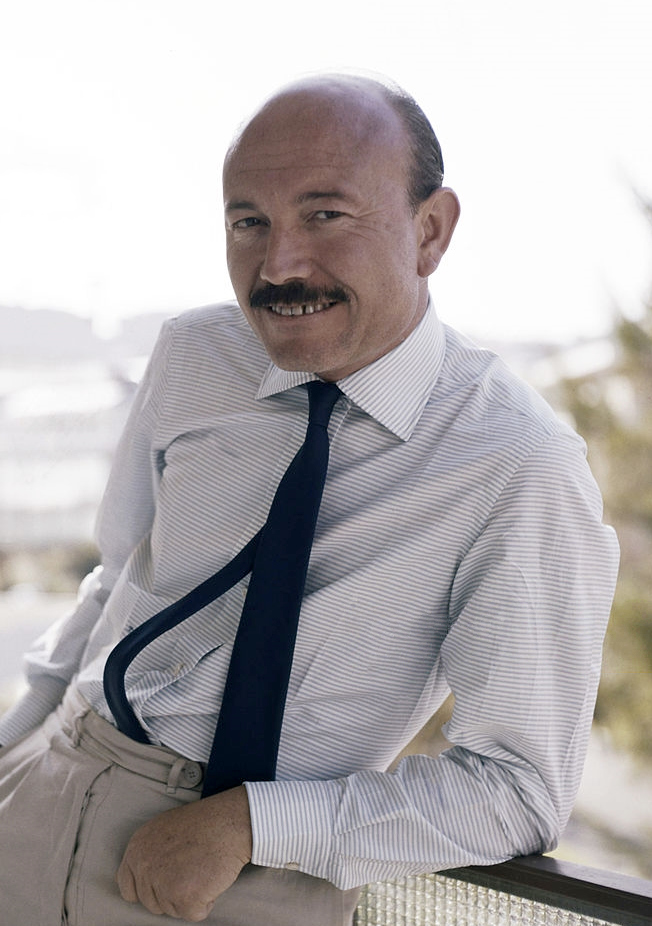
Armando Trovajoli en 1960

Armando Trovaioli, también conocido por Trovajoli (Roma, Italia, 2 de septiembre de 1917 - 28 de febrero de 2013), fue un músico italiano con unas 200 obras como compositor y director.
Fue condecorado con la Orden al Mérito de la República Italiana y ganó el Premio David de Donatello.
Se casó en 1962 con la actriz Anna Maria Pierangeli, conocida como Pier Angeli, con quien tuvo un hijo, Howard Andrea; se casó en segundas nupcias en 1970.

## Muerte
Falleció en su casa de Roma el 28 de febrero de 2013 a los 95 años, según sus instrucciones, su muerte fue anunciada por su esposa María Paola, luego de la cremación, sus cenizas fueron posteriormente esparcidas en la naturaleza. Deja cuatro hijos de otras tantas relaciones: Graziella, Maurizio (nacido en 1960 de la relación con la modelo Mirella Pettinari), Andrew de su esposa la actriz Anna Maria Pierangeli y Piergiorgio. Una quinta hija, la segunda hija Marina Ubalda, nacida el 11 de agosto de 1954 en San Marino de la relación con Silvana Puntieri, murió el 12 de agosto de 2000.

## Obra
Principalmente, sus obras son bandas sonoras, tanto para películas como para series televisivas. También desarrolló su música en la rama del jazz, dentro del género de las películas de la Commedia all'italiana. También compuso algunos de los más famosos musicales italianos de las últimas décadas.
Como curiosidad, cabe destacar que una de sus canciones aparece en las películas Kill Bill del director Quentin Tarantino.

## Selección de composiciones demúsica para películas
- 1961 - Dos mujeres
- 1963 - Matrimonio a la italiana
- 1964 - Ayer, hoy y mañana
- 1965 - Casanova 70
- 1967 - Los largos días de la venganza
- 1972 - Los cuatro monjes
- 1974 - Profumo di donna (Perfume de mujer)
- 1977 - Una giornata particolare
- 1986 - La familia
- 1989 - Splendor
- 1994 - Mario, Maria y Mario
- 2003 - Gente de Roma

1949
- Riso amaro, dirigida por Giuseppe De Santis (música de Goffredo Petrassi y A. Trovaioli)

1951
- Anna, dirigida por Alberto Lattuada (música de Nino Rota y A. Trovaioli)
- Parigi è sempre Parigi, dirigida por Luciano Emmer.

1952
- Eran trecento, dirigida por Gian Paolo Callegari (música de Giovanni Fusco y A. Trovaioli)
- La tratta delle bianche, dirigida por Luigi Comencini.

1953
- Era lei che lo voleva, dirigida por Steno y Mario Monicelli.

1954
- La donna del fiume, dirigida por Mario Soldati (música de Angelo Francesco Lavagnino y A. Trovajoli)
- Un giorno in pretura, dirigida por Steno.
- Due notti con Cleopatra, dirigida por Mario Mattòli.

1955
- Le diciottenni, dirigida por Mario Mattòli.

1958
- Camping, dirigida por Franco Zeffirelli.

1959
- Poveri milionari, dirigida por Dino Risi.
- Il vedovo, dirigida por Dino Risi.
- Vacanze d'inverno, dirigida por Camillo Mastrocinque.

1960
- La ciociara, dirigida por Vittorio De Sica.
- Il carro armato dell'8 settembre, dirigida por Gianni Puccini.
- Le pillole di Ercole, dirigida por Luciano Salce.
- Tu che ne dici?, dirigida por Silvio Amadio.

1961
- Il mantenuto, dirigida por Ugo Tognazzi.
- La ragazza di mille mesi, dirigida por Steno.
- Gli attendenti, dirigida por Giorgio Bianchi.
- Laura nuda, dirigida por Nicolò Ferrari.

1963
- Ieri, oggi, domani (dirigida por Vittorio De Sica).
- I mostri, dirigida por Dino Risi.
- Alta infedeltà, dirigida por Franco Rossi, Elio Petri, Luciano Salce y Mario Monicelli.

1964
- Matrimonio all'italiana, dirigida por Vittorio De Sica.
- Se permettete parliamo di donne, dirigida por Ettore Scola.

1965
- Casanova '70, dirigida por Mario Monicelli.

1966
- L'arcidiavolo, dirigida por Ettore Scola.
- Operazione San Gennaro, dirigida por Dino Risi.

1968
- La matriarca, dirigida por Pasquale Festa Campanile.
- Riusciranno i nostri eroi a ritrovare l'amico misteriosamente scomparso in Africa?, dirigida por Ettore Scola.
- Il profeta, dirigida por Dino Risi.
- Sette volte sette, dirigida por Michele Lupo.
- Le dolci signore, dirigida por Luigi Zampa.
- Faustina, dirigida por Luigi Magni.

1969
- Il commissario Pepe, dirigida por Ettore Scola.
- Dove vai tutta nuda?, dirigida por Pasquale Festa Campanile.
- Nell'anno del Signore, dirigida por Luigi Magni.
- Vedo nudo, dirigida por Dino Risi.
- Rapporto Fuller, base Stoccolma, dirigida por Sergio Grieco.

1970
- La moglie del prete, dirigida por Dino Risi.
- Dramma della gelosia - Tutti i particolari in cronaca, dirigida por Ettore Scola.

1971
- Il vichingo venuto dal sud, dirigida por Steno.
- Noi donne siamo fatte così, dirigida por Dino Risi.
- Il prete sposato, dirigida por Marco Vicario.
- Stanza 17-17 palazzo delle tasse, ufficio imposte, dirigida por Michele Lupo.

1972
- L'uccello migratore, dirigida por Steno.
- La mala ordina, dirigida por Fernando Di Leo.
- La più bella serata della mia vita, dirigida por Ettore Scola.

1973
- La Tosca, dirigida por Luigi Magni.
- Sessomatto, dirigida por Dino Risi.

1974
- C'eravamo tanto amati, dirigida por Ettore Scola.
- Profumo di donna, dirigida por Dino Risi.

1976
- Brutti, sporchi e cattivi, dirigida por Ettore Scola.
- Una Magnum Special per Tony Saitta, dirigida por Alberto De Martino.
- La prima notte di nozze, dirigida por Corrado Prisco.

1977
- In nome del Papa Re, dirigida por Luigi Magni.
- Una giornata particolare, dirigida por Ettore Scola.
- La stanza del vescovo, dirigida por Dino Risi.

1982
- Il conte Tacchia, dirigida por Sergio Corbucci.

1985
- Maccheroni, dirigida por Ettore Scola.

1987
- Miss Arizona, dirigida por Pál Sándor.

1988
- I giorni del commissario Ambrosio, dirigida por Sergio Corbucci.

1996
- Giovani e belli, dirigida por Dino Risi.

Canciones de música ligera.
Se indica únicamente el primer intérprete, los autores de la letra y los colaboradores en la música si los hubiera.
- 1950 - "Dimmi un po' Sinatra" por Quartetto Cetra (letra de Tata Giacobetti).
- 1951 - "È l'alba" por Nilla Pizzi (letra de Gian Carlo Testoni).
- 1958 - "Che m'è 'mparato 'a fa" por Sophia Loren (letra de Dino Verde).
- 1961 - "Lady luna" por Miranda Martino y Jimmy Fontana (letra de Dino Verde).
- 1961 - "Roma nun fa' la stupida stasera" por Nino Manfredi y Ornella Vanoni (letra de Pietro Garinei y Sandro Giovannini).
- 1961 - "Ciumachella de' trastevere" por Lando Fiorini (letra de Pietro Garinei y Sandro Giovannini).
- 1963 - "O meu violao" por Carlo Pes (letra de Screwball).
- 1964 - "Per una notte no" por Gianni Morandi (letra de Franco Migliacci).
- 1965 - "La verità" por Paul Anka y Carmen Villani (en colaboración con Carlo Pes; letra de Sergio Bardotti).
- 1966 - "Brillo bollo" por Carmen Villani (letra de Giulia De Mutiis).
- 1968 - "Il profeta" por Carmen Villani (en colaboración con Carlo Pes; letra de Antonio Amurri).
- 1969 - "L'amore dice ciao" por Andee Silver (letra de Giancarlo Guardabassi).
- 1969 - "Love is a woman" por Lydia Macdonald (vocalización sin letra).
- 1973 - "Nun je da' retta, Roma" por Luigi Proietti (letra de Luigi Magni).
- 1975 - "Aggiungi un posto a tavola" por Johnny Dorelli  (letra de Pietro Garinei y Sandro Giovannini) -->